# Strafverteidigernotdienst
Ein Strafverteidigernotdienst ermöglicht den Zugang zu einer fachlich fundierten Strafverteidigung auch außerhalb von üblichen Bürozeiten, insbesondere am Wochenende.
Zu diesem Zweck schließen sich häufig regional Strafverteidiger lose zusammen und stellen sicher, dass über eine bekannt gemachte Mobilfunknummer immer zumindest ein Strafverteidiger erreichbar ist. Der diensthabende Strafverteidiger steht dann erforderlichenfalls auch nachts und an Feiertagen zur telefonischen oder persönlichen Beratung oder zur Wahrnehmung polizeilicher oder gerichtlicher Termine zur Verfügung. Die Tätigkeit des Strafverteidigers ist jedoch nicht unentgeltlich. Die Kosten sind vom Hilfesuchenden zu tragen.